# كارلوس ماتيوس
كارلوس ماتيوس (بالبرتغالية: Carlos Matheus‏) هو رياضياتي برازيلي، ولد في 1 مايو 1984 في أراكاجو في البرازيل.